# Kelli Ward
Kelli Ward (nascida Kaznoski; nascida em 25 de janeiro de 1969) é uma médica osteopata e política americana que atuou como presidente do Partido Republicano do Arizona desde 2019. Ela serviu no Senado do Estado do Arizona de 2012 a 2015.
Ela desafiou o senador em exercício John McCain nas primárias republicanas para o Senado dos Estados Unidos em 2016. Renunciando ao Senado estadual para se concentrar na corrida, Ward foi posteriormente derrotada por 51% a 39%.
Ela concorreu nas eleições primárias republicanas de 2018 para o Senado dos EUA, inicialmente contra Jeff Flake e depois, após a decisão de Flake de não buscar a reeleição, contra Martha McSally. Ward foi derrotada por McSally nas primárias republicanas.
Tornou-se presidente do Partido Republicano do Arizona em 2019. Depois que o presidente Donald Trump perdeu as eleições de 2020, incluindo o estado do Arizona, entrou com ações judiciais buscando anular os resultados das eleições no Arizona. Não forneceu nenhuma evidência de irregularidades na eleição e em 9 de dezembro, juízes federais e estaduais rejeitaram todas as contestações contra a vitória do presidente eleito Joe Biden no Arizona.